# Janssons frestelse

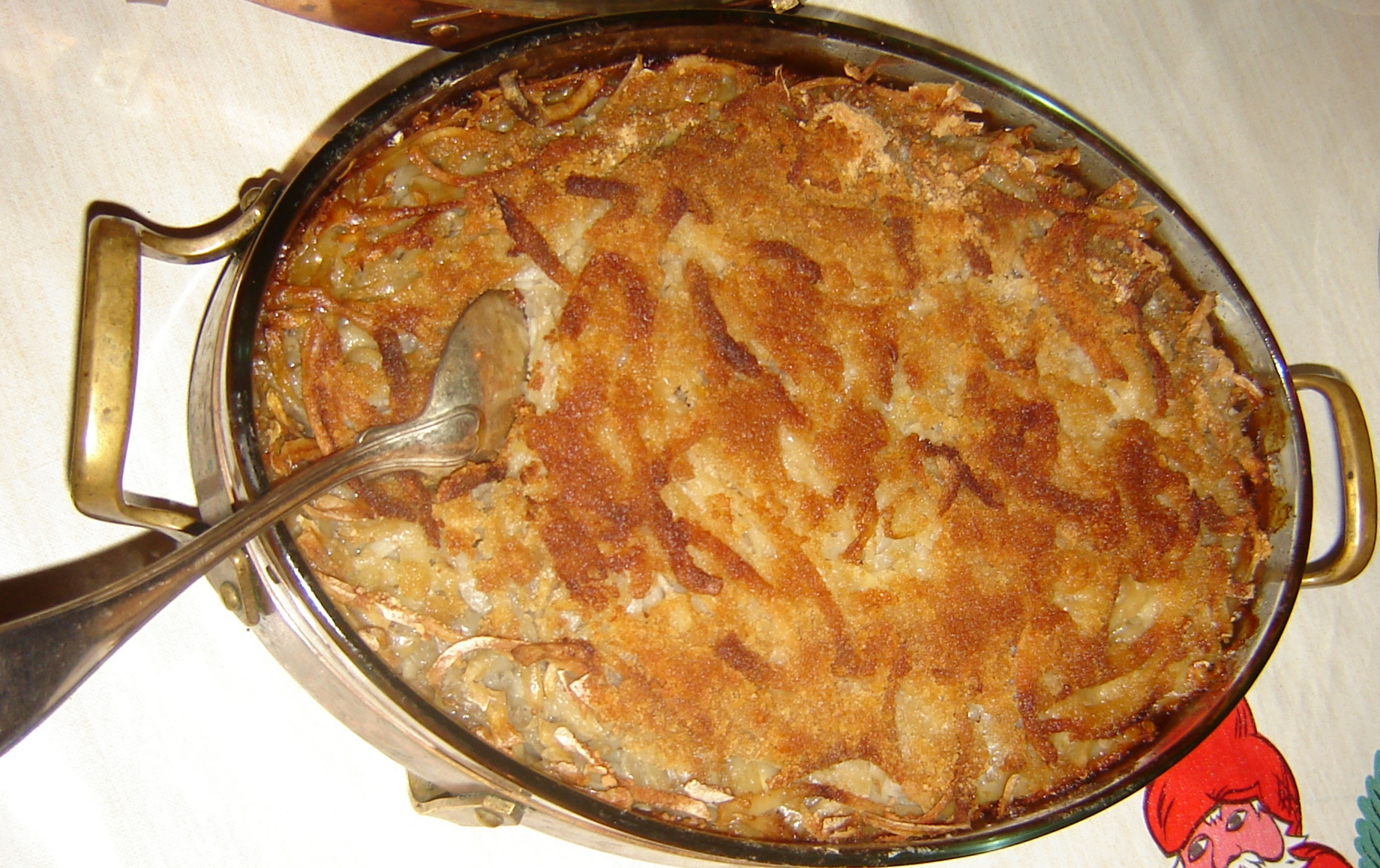
Pokusa Janssona

Janssons frestelse (Pokusa Janssona) – popularna potrawa szwedzka, jest to zapiekanka z ziemniaków, cebuli i szprotek (lub anchois) z dodatkiem śmietany i białego pieprzu. Jest prostym w przyrządzeniu i dość często spotykanym na szwedzkim stole posiłkiem.

## Sposób przyrządzenia
Drobno krojone ziemniaki, cebula pokrojona na małe kawałki i posiekane ryby są układane na przemian warstwami w wysmarowanej masłem i oprószonej tartą bułką formie. Ostatnią warstwą na wierzchu muszą być ziemniaki. Zapieka się je w temperaturze 200 °C. przez pół godziny pod przykryciem. Następnie potrawę zalewa się śmietaną, posypuje białym pieprzem i tartą bułką. Formę ponownie wstawia się do piekarnika, ale tym razem już bez przykrycia i zapieka kolejne 20 minut. Po zrumienieniu się wierzchu Janssons frestele jest gotowa do spożycia, podaje się ją gorącą.

## Pochodzenie nazwy
Nazwę potrawy wywodzi się od nazwiska śpiewaka operowego Adolfa Pelle Janzona, ale jest to mało prawdopodobne, gdyż potrawa otrzymała obecną nazwę wiele lat po jego śmierci. Druga wersja stworzona przez redaktora szwedzkiej gazety „Gastronomik”, Gunnara Stigmarka łączy potrawę z filmem z 1928 roku, który nosił tytuł Frestelse Janssons.

## Przepis
(Wersja według serwisu Mniammniam.pl):
Składniki:
- 1 kg ziemniaków
- 4 średnie cebule
- 2 puszki anchois (lub szprotki)
- świeżo zmielony biały pieprz
- 200 ml tłustej śmietany (minimum 30%)
- masło do wysmarowania naczynia
- bułka tarta do posypania

Sposób przygotowania:
Piekarnik nagrzać do temperatury 200 °C. Ziemniaki obrać, umyć i drobno pokroić (np. tak, jak na frytki). Cebulę obrać i pokroić na małe kawałki lub wiórki. Szproty lub anchois dokładnie odsączyć z oleju (olej można zachować, żeby później wykorzystać go do polania zapiekanki).
Żaroodporne naczynie lub formę do pieczenia posmarować masłem, oprószyć bułką tartą i układać warstwami: ziemniaki, szproty lub anchois, cebulę, na przemian. Ostatnią warstwą na wierzchu powinny być ziemniaki. Zapiekankę wstawić do piekarnika i piec pół godziny pod przykryciem. Wyjąć zapiekankę i polać śmietaną (lub śmietaną z olejem pozostałym z ryby), posypać białym pieprzem, tartą bułką i ponownie wstawić do piekarnika – ale bez przykrycia – i piec do zrumienienia powierzchni (około 20 minut).